# Charlottenlund Travbane
Charlottenlund Travbane är en travbana norr om Köpenhamn i Danmark. Charlottenlund Travbane grundades redan 1891, och är därmed nordens äldsta travbana. Travbanan, som även kallas för Lunden, grundades av Det Danske Travselskab, som äger banan än idag.
Banans största arrangemang är loppen Danskt Travderby, som körs i slutet av augusti, och Copenhagen Cup som körs i slutet av maj. Banan anordnar även andra arrangemang, t.ex. loppmarknad. Banan har även varit inspelningsplats för ett flertal filmer.
I samband med travbanan ligger två restauranger, Restaurant Grand B och Restaurant Skjoldgården, samt Stallcaféet.